# كابتن فلامنجو
كابتن فلامنغو مسلسل رسوم متحركة كندي عرض لأول مره في 17 فبراير 2006 واستمر عرضه حتى 21 أكتوبر 2010 وتمت دبلجة المسلسل للغة العربية .

## روابط خارجية
- كابتن فلامنجو على موقع IMDb (الإنجليزية)
- كابتن فلامنجو على موقع ميتاكريتيك (الإنجليزية)
- كابتن فلامنجو على موقع روتن توميتوز (الإنجليزية)
- كابتن فلامنجو على موقع كينوبويسك (الروسية)
- كابتن فلامنجو على موقع ألو سيني (الفرنسية)
- كابتن فلامنجو على موقع قاعدة بيانات الفيلم (الإنجليزية)
- Captain Flamingo at YTV.com
- Captain Flamingo Opening على يوتيوب
- Official Fan Site